# Davey-Nunatakker
Die Davey-Nunatakker sind eine Gruppe von sieben Nunatakkern im ostantarktischen Prinzessin-Elisabeth-Land. In den Grove Mountains liegen sie 5 km südwestlich des Mount Harding.
Kartiert wurden die Nunatakker anhand von Luftaufnahmen, die zwischen 1956 und 1960 im Rahmen der Australian National Antarctic Research Expeditions entstanden. Das Antarctic Names Committee of Australia (ANCA) benannte sie am 29. Juli 1965 nach dem australischen Topografiezeichner S. L. Davey, der als Mitarbeiter im australischen Ministerium für nationale Entwicklung an der Erstellung von Kartenmaterial über Antarktika beteiligt war.